# Cedicus israeliensis
Espèce
Cedicus israeliensis est une espèce d'araignées aranéomorphes de la famille des Desidae.

## Distribution
Cette espèce se rencontre en Israël et en Turquie.

## Description
Le mâle holotype mesure 6,9 mm et la femelle 7,5 mm.
Les mâles mesurent de 6,2 à 7,0 mm et la femelle 7,5 mm.

## Systématique et taxinomie
Cette espèce a été décrite par Levy en 1996.

## Étymologie
Son nom d'espèce, composé de israel(i) et du suffixe latin -ensis, « qui vit dans, qui habite », lui a été donné en référence au lieu de sa découverte, Israël.

## Publication originale
- Levy, 1996 : « The agelenid funnel-weaver family and the spider genus Cedicus in Israel (Araneae, Agelenidae and Cybaeidae). » Zoologica Scripta, vol. 25, no 2, p. 85-122.